# ジェームズ・マックナーニ
ジェームズ・マックナーニ（James McNerney、1949年8月22日-）は、アメリカ合衆国の実業家。ボーイング社の会長、社長兼CEO (最高経営責任者)を歴任した。ロードアイランド州プロビデンス出身。
1971年イェール大学を卒業。1975年ハーバード大学経営学修士号取得。2005年7月1日付より社長兼CEOに就任。ボーイング737MAXの開発を主導したことで知られる。